# Musica visiva
La musica visiva (visual music in inglese) è una disciplina artistica che si riferisce alla creazione di un analogo visivo alla forma musicale, o ad una composizione visiva quando è realizzata usando strutture musicali.

## Introduzione
Pittori e musicisti, artisti e ricercatori (più recentemente, con la diffusione a metà degli anni 80 degli Home computer) artisti multimediali hanno potuto creare lavori grafici e musicali, cercano le relazioni esistenti tra colori e suoni, immagini e musica. Gli antichi Greci furono i primi a costruire una scala di colori divisa in sette parti, in analogia con le sette note della scala musicale e i sette pianeti conosciuti. La teoria aristotelica del colore è stata considerata valida fino al XVII secolo. Il primo pittore nella storia ad occuparsi del rapporto tra suono e colore è stato Giuseppe Arcimboldo, (Pittore Milano 1527 – 1593). 
La tecnologia, in particolare quella digitale ha permesso oggi il moltiplicarsi di lavori relativi a questa disciplina. La Musica visiva può consistere in una produzione estemporanea astratta di suoni e immagini con una  comune origine. In altri casi le immagini possono nascere per prime, e i suoni a seguire tramite più o meno libere associazioni sinestetiche.
L'universo visivo e quello sonoro hanno entrambi le loro caratteristiche specifiche: il musicista lavora con le sette note della scala, i pittori con i sette colori (spettro della luce diviso in sette cromaticità di base da Isaac Newton). I suoni sono misurabili in frequenze e i colori in frequenze d’onda. Le due frequenze sono perfettamente compatibili e quindi può essere ipotizzato anche uno studio da svolgere in parallelo. 
La Musica visiva si riferisce più precisamente alla conversione della  musica o del suono direttamente in forme visive, come film, video, computer grafica, installazioni o performance per mezzo di uno strumento meccanico, l'interpretazione di un artista o quando questa traduzione è affidata ad un determinato software gestito da un computer, o dispositivo mobile (Applicazione mobile).  Può esistere anche il contrario, convertendo letteralmente le immagini in suono da oggetti disegnati e figure, (come per una colonna sonora di un film, scritta in relazione a precise immagini) il suono è così rappresentato anche graficamente. Famosi artisti di musica visiva includono Mary Ellen Bute, Jordan Belson,  Oskar Fischinger, Norman McLaren, John Whitney Sr.  e Thomas Wilfred,  oltre a numerosi artisti contemporanei.

## Storia
I tentativi di tradurre pittoricamente effetti musicali e viceversa sono antichissimi: il connubio colori e suoni era ben noto alle antiche culture dell'India e della Cina. Nell’epoca barocca Isaac Newton indagò su di una possibile corrispondenza dei sette colori dello spettro della luce con gli intervalli di una scala musicale e con i sette pianeti. Johann Wolfgang von Goethe creò La teoria dei colori (Goethe), sulla natura dei colori e su come questi siano percepiti dall’uomo mettendo in luce gli effetti fisico-spirituali. Louis Bertrand Castel divenne celebre nel 1738 per il suo Pianoforte a colori dove ogni tasto corrispondeva ad un colore. Precedentemente alla fine del 500 Giuseppe Arcimboldo aveva elaborato un sistema per tradurre in colori le note musicali, e ideato anche uno strumento il Liuto prospettico per eseguire questa collerazione tra suoni e colori. Nel 1877 Bainbridge Bishop brevettò un organo a colori, che permetteva di suonare avendo una corrispondenza visiva immediata con luci colorate tramite la retro illuminazione di vetri colorati, azionati dai martelletti dell’organo.

## Musica visiva e film
Video astratti e primi film conosciuti inerenti a questa disciplina, furono opere dipinte a mano prodotte dai futuristi Bruno Corra  e Arnaldo Ginna tra il 1911 e il 1912 (come riportato nel Manifesto futurista del cinema), oggi perdute. I film del Cinema futurista e molti altri film di musica visiva, dovevano essere una visualizzazione, trasposizione della forma musicale. 
Altri cineasti di musica visiva a livello mondiale sono: Walter Ruttmann, Hans Richter, Viking Eggeling, Oskar Fischinger, Len Lye, Jordan Belson, Norman McLaren, Harry Smith, John e James Whitney, Steven Woloshen e l'italiano Luigi Veronesi.

## Notazione musicale e grafica
Molti compositori hanno applicato la notazione grafica-visiva per scrivere composizioni, al posto della scrittura musicale tradizionale. Esempi pionieristici sono le partiture grafiche di John Cage e Morton Feldman, (György Ligeti con la partitura Artikulation disegnata da Rainer Wehinger) e degli italiani Sylvano Bussotti e Daniele Lombardi.
Cage con la partitura Concert for piano and orchestra del 1958  usa un sistema di notazione con punti, linee e segmenti anche fuori dal rigo musicale.
Le sperimentazioni sulla notazione, sono un importante aspetto del suo lavoro: in lui la componente visiva della partitura viene ad assumere un valore specifico e quasi autonomo. Sono molte le forme di notazione musicale elaborate da Cage: nel 1969 saranno raccolte nel libro Notations.

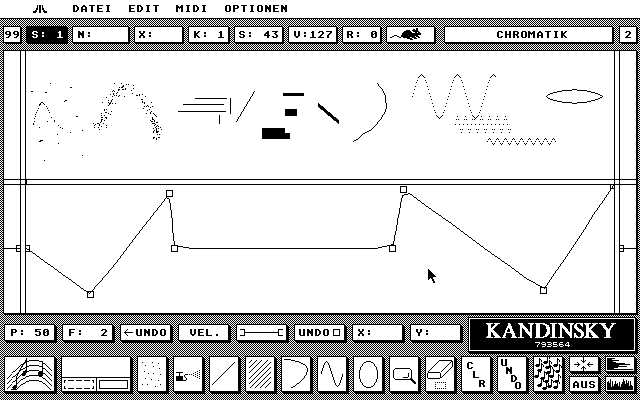
KMP (screenshot)

Durante gli anni 80 ci furono impulsi decisivi per la digitalizzazione della musica attraverso l'introduzione dello standard MIDI e il lancio con successo sul mercato di Home computer potenti ed economici.
Kandinsky Music Painter (KMP) è uno dei primi programmi per la composizione, l'editing e la traduzione della partitura grafica  in  strutture musicali che possono essere fatte suonare via MIDI. Tale programma nasce su piattaforma Atari ST (computer Atari 1040, STE, Falcon)  e monitor in b/n. KMP, è stato sviluppato nel 1987-1989 da Frank Rein e Clemens von Reusner per l'uso in scuole e università.

## Principali esponenti
Agli inizi del 900, nell’ambito delle prime ricerche di pittura astratta, alcuni pittori come František Kupka,  Mikalojus Konstantinas Čiurlionis, Serge Charchoune, cercano di rappresentare i suoni, i colori e ritmi musicali nei loro dipinti. Nel poema sinfonico Prométhée. Le Poème du feu  per pianoforte ed orchestra del 1911, Alexander Skriabin scrive in partitura indicazioni che prevedono una esecuzione audiovisiva con proiezioni in sincrono di luci colorate. 
Arnold Schönberg dietro le esperienze di Skrjabin compose, a partire dal 1909, Die glückliche Hand (La mano felice) (Composizioni di Arnold Schönberg). La partitura riporta indicazioni di luci colorate da proiettare su uno schermo in rapporto allo scorrere dell’azione scenica dell’opera. 
Nel 1912 Carlo Carrà scrive il Manifesto della pittura dei suoni, rumori e colori. Già nel 1910 il futurista Umberto Boccioni parlave di quadri in cui il colore diventa un sentimento ed una musica in sé.
Nel 1928 H. Neugeboren al Bauhaus compie una raffigurazione su carta millimetrata di una Fuga del Clavicembalo ben Temperato di J. S. Bach, distinguendo cromaticamente le quattro voci: contralto e basso colore nero, soprano e tenore colore rosso. 
Colui che profondamente riuscì a teorizzare anche come funzione sensoriale la sinestesia musica colore, e attuandola come  idea artistica fu Vasilij Vasil'evič Kandinskij. Egli esplorò la relazione tra colore e timbro abbinando al suono di ogni strumento musicale un colore. Insieme a Kandisky troviamo Paul Klee,egli nella composizione dei suoi dipinti (oltre al titolo spesso riferito a termini musicali), tratta i suoi segni e colori come temi musicali sottoposti poi ad elaborazioni, variazioni come potrebbe fare un musicista con le melodie sonore.
Tra gli anni 60 e 80 del Novecento tra coloro che condussero  ricerche sul rapporto tra suono, forma e colore, è da ricordare Luigi Veronesi. Nato a Milano nel 1908, fin dal periodo giovanile intrattenne importanti rapporti con compositori come Riccardo Malipiero (oltre che con il critico Luigi Rognoni, tra i primi grandi studiosi di Dodecafonia in Italia).
Negli anni Cinquanta Veronesi cominciò a lavorare sulla possibilità di tradurre i suoni in colori - e viceversa - sulla base di princìpi matematici e scientifici. Nel 1968  teorizzerà un sistema di trasposizione tramite il quale, a partire dal 1970 e fino all’ultimo trentennio della sua produzione, saranno create visualizzazioni cromatiche della musica di brani di famosi autori classici. Grazie anche alla consulenza di amici come Vittorio Fellegara, insegnante di composizione al Conservatorio di Bergamo, di Mario Cazzola, fagottista dell'orchestra del Teatro alla Scala, e dello stesso Luigi Rognoni, Veronesi elaborò un metodo che gli consentì di produrre opere per cercare di materializzare tutte le ricerche sulla Musica visiva avvenute in precedenza. Tramite le sue visualizzazioni cromatiche, è possibile una comprensione immediata e istantanea della struttura ritmica di un brano anche a chi non ne conosca il linguaggio musicale: è una notazione alternativa rispetto a quella tradizionale, al posto dei segni grafici del Pentagramma, delle note e delle pause, sono utilizzati rettangoli colorati.
Da segnalare la corrente artistica fiorentina, operante dalla fine della seconda guerra mondiale ad oggi, denominata Musica d’Arte (Musica visiva e Fluxus) che ha come esponenti Sylvano Bussotti, Giuseppe Chiari, Giancarlo Cardini, Albert Mayr, Marcello Aitiani, Daniele Lombardi, Sergio Maltagliati,Pietro Grossi. Questi musicisti (e artisti visivi) hanno sperimentato e studiato l'interazione e contaminazioni (tra sperimentazione e tradizione) unitamente al suono, gesto e visione, una sinesteticità dell'arte dalle avanguardie storiche, da Kandinskij al Futurismo, a Scrjabin e Arnold Schönberg, fino al Bauhaus.

## Documenti
(DVD)
Oskar Fischinger DVD: Visual Music December 2017 release.
(CD Audio)
- Suono, segno, gesto visione a Firenze

(cd 1): S. Bussotti, G. Cardini, G. Chiari, D. Lombardi. 
(cd 2): P.Grossi, G.Chiari, G.Cardini, A.Mayr, D.Lombardi, M.Aitiani, S.Maltagliati (Atopos music 1999-2008).
Il percorso di più di cinquant’anni della cultura musicale a Firenze, dalla fine della seconda guerra mondiale, è attestato in questi due CD Audio. Questo documento sonoro, contiene l’incontro di compositori e pianisti che sono i protagonisti della Musica d’Arte a Firenze, fenomeno significativo della storia del secondo Novecento.